# Servitus in faciendo consistere nequit, tantummodo in patiendo, aut in non faciendo
Servitus in faciendo consistere nequit, tantummodo in patiendo, aut in non faciendo è un brocardo, la cui traduzione è: "La servitù non consiste nel fare, ma soltanto nel sopportare, o nel non fare".
Il brocardo esprime il principio secondo il quale, di norma, il diritto di servitù non consiste nell'esecuzione di un'attività positiva, ma esclusivamente nel tollerare o nel non fare qualcosa. Nell'ordinamento giuridico italiano, il principio è accolto dall'art. 1030 del Codice civile, secondo cui il proprietario del fondo servente non è tenuto a compiere alcun atto per rendere possibile l'esercizio della servitù da parte del titolare.